# Santa Apolonia Teacalco
Santa Apolonia Teacalco est l'une des 60 municipalités qui composent l'État de Tlaxcala aux États-Unis du Mexique. La municipalité a été l'une des dernières à être fondée dans l'état de Tlaxcala depuis le décret du 9 août 1995 du Congrès de l'état se séparant de la municipalité de Natívitas. Elle fait partie de l'aire métropolitaine de Puebla-Tlaxcala.
- (es) Cet article est partiellement ou en totalité issu de l’article de Wikipédia en espagnol intitulé « Santa Apolonia Teacalco » (voir la liste des auteurs).

1. ↑  « Tlaxcala - Santa Apolonia Teacalco », sur www.inafed.gob.mx (consulté le 24 octobre 2019)
2. ↑  « Puebla Zonas Metropolitanas », sur planeader.puebla.gob.mx (consulté le 24 octobre 2019)